# Paulus Atreides
Paulus Atreides è un personaggio di finzione del Ciclo di Dune, creato da Brian Herbert e Kevin J. Anderson.

## Biografia del personaggio
(Duca Paulus Atreides)
(Duca Paulus Atreides)
Paulus Atreides nasce su Caladan, da Kearn Atreides Duca feudale del pianeta.
Riceve l'educazione tipica della sua Casa, grazie alla quale acquisisce salde basi nell'arte del governo e in campo militare.
È un uomo idealista, pragmatico, ostinato ed emotivo, sebbene in molte circostanze ceda volontariamente di fronte alla ragion di Stato in quanto erede di una Grande Casa del Landsraad.
Quando diventa Duca di Caladan, da giovane uomo, acquista un Mentat che, presto, diventerà il pilastro del suo potere feudale: Thufir Hawat.
Successivamente, conduce grandi armate sui pianeti più remoti dell'Impero feudale, gli stessi su cui sono scoppiate grandi ribellioni contro la corona di Elrood IX, centenario sovrano di Casa Corrino. Suo compagno in questo grande compito è Dominic Vernius, che in breve diventa suo amico personale.
Soffocate le ribellioni, a seguito delle quali è divenuto celebre come coraggioso condottiero, Paulus Atreides sposa Helena Richese, membro di una casata anticamente gloriosa, ma al momento in una disastrosa condizione politica e finanziaria soprattutto a seguito di una rivalità economica dalla quale i Vernius di Ix sono usciti vittoriosi.
Dalla loro unione, dettata da interessi di dote e sociopolitici, nasce Leto nel 10140.
Dopo l'amatissimo Leto, il Duca Paulus ha diversi figli illegittimi dalle sue numerosissime amanti. Tuttavia, il suo legittimo erede rimane il suo prediletto.
Paulus Atreides impartisce al figlio la migliore educazione che può perché, al momento opportuno, divenga un Duca che rispetti il suo popolo, e a sua volta rispettato. Quando compie quattordici anni, lo invia su Ix, dall'amico Dominic Vernius, perché studi particolari discipline economiche e di governo, insieme agli eredi di Casa Vernius, Rhombur e Kailea.
In seguito all'aggressione di Ix da parte del Bene Tleilax, di fronte alla completa indifferenza del Landsraad, che decide di non intervenire a favore degli Ixiani, la famiglia Vernius, dopo aver tentato invano di riprendere il controllo del loro pianeta, abbandona Ix e si dichiara rinnegata. Lord Dominic e Lady Shando fuggono verso destinazioni diverse ed ignote ai figli, i quali ricevono asilo dal Vecchio Duca, su Caladan.
Nel 10156, all'età di sessantasette anni, il Duca affronta un toro salusano durante una corrida che indice durante una festa dedicata ai due figli in esilio dell'antico compagno d'arme caduto in disgrazia; rimane barbaramente ucciso dalla feroce bestia, drogato con particolari stimolanti dal capostalliere Yresk, servitore del seguito di Lady Helena Richese-Atreides.
Dietro alla sua morte si cela un complotto ordito dalla moglie Helena, indignata per la decisione di dare asilo politico ai figli di Lord Vernius. Tuttavia segretamente è coinvolto anche il Barone Vladimir Harkonnen, antico alleato dei Richese, che ha sfruttato Yresk come spia, non potendo fare a meno di una ghiotta opportunità per infliggere un colpo mortale all'acerrimo nemico, in un periodo delicato per la Casa Atreides.